# 魏善庄站
魏善庄站是一个京沪铁路上的铁路车站，位于北京市大兴区魏善庄镇魏善庄村，建于1928年，目前为四等站，邮政编码为102611。目前客运：办理旅客乘降；行李、包裹托运；不办理货运业务。